# Вобаша (Міннесота)
Вобаша (англ. Wabasha) — місто (англ. city) в США, в окрузі Вобаша штату Міннесота. Населення — 2559 осіб (2020).

## Географія
Вобаша розташована за координатами 44°22′15″ пн. ш. 92°2′44″ зх. д. / 44.37083° пн. ш. 92.04556° зх. д. (44.370901, -92.045420).  За даними Бюро перепису населення США в 2010 році місто мало площу 24,01 км², з яких 21,29 км² — суходіл та 2,73 км² — водойми.

## Демографія
Згідно з переписом 2010 року, у місті мешкала 2521 особа в 1144 домогосподарствах у складі 654 родин. Густота населення становила 105 осіб/км².  Було 1315 помешкань (55/км²).
Расовий склад населення:
| - 96,2 % — білих - 0,8 % — чорних або афроамериканців - 0,4 % — корінних американців - 0,2 % — азіатів - 1,0 % — осіб інших рас |

До двох чи більше рас належало 1,3 %. Частка іспаномовних становила 2,3 % від усіх жителів.
За віковим діапазоном населення розподілялося таким чином: 19,4 % — особи молодші 18 років, 53,8 % — особи у віці 18—64 років, 26,8 % — особи у віці 65 років та старші. Медіана віку мешканця становила 48,8 року. На 100 осіб жіночої статі у місті припадало 89,4 чоловіків;  на 100 жінок у віці від 18 років та старших — 83,2 чоловіків також старших 18 років.
Середній дохід на одне домашнє господарство  становив 58 215 доларів США (медіана — 37 361), а середній дохід на одну сім'ю — 81 168 доларів (медіана — 61 250). Медіана доходів становила 40 469 доларів для чоловіків та 33 750 доларів для жінок. За межею бідності перебувало 12,2 % осіб, у тому числі 15,5 % дітей у віці до 18 років та 7,0 % осіб у віці 65 років та старших.
Цивільне працевлаштоване населення становило 1139 осіб. Основні галузі зайнятості: освіта, охорона здоров'я та соціальна допомога — 26,3 %, виробництво — 14,2 %, мистецтво, розваги та відпочинок — 10,4 %, будівництво — 8,0 %.